# BW373U86
(+) - BW373U86 là thuốc giảm đau opioid được sử dụng trong nghiên cứu khoa học.
BW373U86 là một chất chủ vận chọn lọc cho thụ thể δ -opioid, với ái lực mạnh hơn khoảng 15 lần đối với δ-opioid so với thụ thể μ-opioid. Nó có tác dụng giảm đau và chống trầm cảm mạnh trong các nghiên cứu trên động vật. Trong các nghiên cứu trên chuột, BW373U86 xuất hiện để bảo vệ các tế bào cơ tim khỏi bị apoptosis trong điều kiện thiếu máu cục bộ (thiếu oxy, chẳng hạn như trong cơn đau tim). Cơ chế này rất phức tạp và có thể tách biệt với các tác dụng chủ vận delta của nó.